# 탄부역
탄부역(Tanbu station, 炭釜驛)은 강원특별자치도 영월군 영월읍 연하리에 위치한 태백선의 신호장이다.

## 역사
- 1978년 1월 1일 : 신호장으로 두평역(斗坪驛)이라는 이름으로 개업[1]
- 1995년 2월 16일 : 두평역에서 탄부역으로 개칭[2]
- 1995년 8월 10일 : 유인신호장으로 승격[3]
- 2005년 4월 1일 : 무인신호장으로 격하
- 2008년 3월 10일 : 여객취급 중지[4]
- 2013년 11월 14일 : 제천 기점 37.4km로 변경[5]